# Kungliga palatset i Bukarest

Kungliga palatset i Bukarest

Kungliga palatset i Bukarest är ett palats i Bukarest i Rumänien.  Byggnaden uppfördes 1812 och var kungafamiljens officiella residens 1866-1947. Det har sedan 1948 inhyst Rumäniens nationella konstmuseum. 